# Angelo Acciaiuoli
Angelo Acciaiuoli (Florença, 15 de abril de 1340 – Pisa, 31 de maio de 1408) foi um cardeal florentino, Deão do Sagrado Colégio dos Cardeais, Arcipreste da Basílica Patriarcal Vaticana e Vice-Chanceler Apostólico.

## Biografia
Angelo Acciaiuoli nasceu de uma família antiga e ilustre. Seu sobrenome também está listado como Acciajuoli; e como Acciaiouli. Outros cardeais da família foram Niccolò Acciaioli (1669) e Filippo Acciaioli (1759). Ele foi chamado de Cardeal de Florença.
Cânon do capítulo da catedral de Patras. Recebeu as ordens menores. Eleito bispo de Rapolla em 3 de dezembro de 1375, pelo Papa Gregório XI, renunciando a sua Sé em 1386. Transferido para a diocese de Florença em 1383, pelo Papa Urbano VI.
Foi criado cardeal-presbítero no consistório de 17 de dezembro de 1384, recebendo o título de São Lourenço em Dâmaso em 20 de novembro de 1385. Legado no reino de Nápoles, como chefe das tropas enviadas em favor do rei Ladislau, de quem ele foi nomeado tutor; ele deixou a tutoria em 12 de fevereiro de 1390 e coroou o rei em Gaeta em 29 de maio de 1390, quando regressou a Roma. Decano do capítulo da Catedral de Salisbury, entre 1390 e 1391. Foi para Florença, em 6 de fevereiro de 1395, retornando em 11 de maio de 1395.
Cardeal Angelo Acciaiuoli passou para a ordem dos cardeais-bispos e recebe a sé suburbicária de Óstia-Velletri em 29 de agosto de 1397. Arquidiácono dos capítulos das Catedrais de Exeter e Canterbury, de 1400 a 1408. Nomeado embaixador na Hungria, deixando a legação em 8 de junho de 1403; partiu em 8 de junho de 1403; no dia 5 de agosto seguinte, ele coroou Rei Ladislau da Hungria em Raab.
Foi nomeado Administrador de Patras por volta de 1395, resignando provavelmente em 1405.
Arcipreste da Basílica Patriarcal Vaticana em 1404. Nomeado Decano do Colégio dos Cardeais em junho de 1405. Nomeado vice-chanceler da Santa Igreja Romana em 29 de agosto de 1405. Voltou para Roma a partir de Viterbo em 24 de setembro de 1406. Foi encarregado da reforma do mosteiro de S. Paolo fuori le mura, em Roma.
Morreu em 31 de maio de 1408, em Pisa. Sepultado na catedral, mais tarde, provavelmente em 12 de junho de 1409, seu corpo foi transferido para Florença e sepultado no mosteiro cartuxo fundado por Nicola Acciaiouli.

## Conclaves
- Conclave de 1389 — participou da eleição do Papa Bonifácio IX
- Conclave de 1394 — não participou da eleição do Antipapa Bento XIII
- Conclave de 1404 — participou da eleição do Papa Inocêncio VII
- Conclave de 1406 — participou como deão da eleição do Papa Gregório XII